# Monaster Ikony Matki Bożej „Cierpiąca” w Moskwie
Monaster Ikony Matki Bożej „Cierpiąca” – prawosławny żeński monaster w Moskwie, funkcjonujący w latach 1649–1919. Jego zabudowania zostały zniszczone w 1937. 

## Historia
Klasztor powstał w 1649 na polecenie cara Aleksego I w celu oddawania czci uznawanej za cudotwórczą Ikonie Matki Bożej „Cierpiąca”. Zbudowano go w miejscu, gdzie osiem lat wcześniej ikona była uroczyście wprowadzana do Moskwy. W 1770 monaster spłonął, jednak został odbudowany z polecenia carycy Katarzyny II. W 1812 klasztor został zdewastowany przez wkraczające do Moskwy wojska napoleońskie. Po wymarszu armii francuskiej z Moskwy w jego cerkwi odprawiony został pierwszy molebień dziękczynny. Po zniszczeniach wojennych monaster został odbudowany. M. Bykowski wzniósł w kompleksie zabudowań klasztornych nadbramną dzwonnicę zwieńczoną dachem namiotowym, z zegarem. W dzwonnicy zlokalizowano cerkiew św. Aleksego Człowieka Bożego.                                                                      
Po rewolucji październikowej klasztor został ponownie zniszczony przez malarzy-zwolenników rewolucji, którzy wykonali na jego ścianach obrazoburcze malowidła. W marcu 1919 wspólnota mnisza została zlikwidowana, a zabudowania zajął Ludowy Komisariat Spraw Wojskowych. Następnie w części pomieszczeń zlokalizowano internat dla studentów Komunistycznego Uniwersytetu Pracujących Wschodu, niektóre pomieszczenia nadal zajmowały mniszki. W 1929 w monasterze otwarto Centralne Muzeum Antyreligijne. 
Monaster został ostatecznie zniszczony w 1937. Na jego miejscu znajduje się skwer i pomnik Aleksandra Puszkina. Czczona w nim ikona przetrwała okres prześladowań Cerkwi i znajduje się w cerkwi Zmartwychwstania Pańskiego w Moskwie-Sokolnikach.